# スコット・デービソン
スコッティ・レイ・デービソン（Scotty Ray  Davison, 1970年10月16日 - ）は、アメリカ合衆国カリフォルニア州イングルウッド出身の元プロ野球選手（投手）。右投右打。

## 来歴・人物
1988年の1988年のMLBドラフトでモントリオール・エクスポズからドラフト4巡目（全体102位）で指名され、内野手としてプロ入り。野手としては最高でもA+級と芽が出ることはなく、1991年限りでエクスポズを退団した。
その後、1994年に投手としてシアトル・マリナーズに入団。1995年にはAA級とAAA級合計で42試合に登板して3勝1敗10セーブ、防御率2.44と早くも結果を残し、9月4日にメジャー初登板を果たした。
1996年はメジャーでの登板は5試合にとどまったが、傘下AAA級タコマ・レイニアーズでは17試合に登板して1勝1敗9セーブ、防御率0.38と好成績を挙げた。1997年は故障のためマイナーでも登板はなかった。
1998年のシーズン開幕2週間前に千葉ロッテマリーンズに入団した。リリーフとして5試合に登板したが、5月に右肩を故障し、帰国して精密検査するとシーズン中の復帰はほぼ絶望との診断が出たため、ほどなく解雇された。
1999年と2000年は試合出場はなく、2001年にタンパベイ・デビルレイズ傘下AAA級ダーラム・ブルズに所属したが、わずか2試合の登板で自由契約となり、その後は独立リーグのウエスタン・ベースボール・リーグでプレー。この年限りで現役を引退した。

## 詳細情報

### 年度別投手成績
| 年 度    | 球 団    | 登 板 | 先 発 | 完 投 | 完 封 | 無 四 球 | 勝 利 | 敗 戦 | セ 丨 ブ | ホ 丨 ル ド | 勝 率 | 打 者 | 投 球 回 | 被 安 打 | 被 本 塁 打 | 与 四 球 | 敬 遠 | 与 死 球 | 奪 三 振 | 暴 投 | ボ 丨 ク | 失 点 | 自 責 点 | 防 御 率 | W H I P |
| -------- | -------- | ----- | ----- | ----- | ----- | -------- | ----- | ----- | -------- | ----------- | ----- | ----- | -------- | -------- | ----------- | -------- | ----- | -------- | -------- | ----- | -------- | ----- | -------- | -------- | ------- |
| 1995     | SEA      | 3     | 0     | 0     | 0     | 0        | 0     | 0     | 0        | --          | ----  | 21    | 4.1      | 7        | 1           | 1        | 0     | 0        | 3        | 0     | 0        | 3     | 3        | 6.23     | 1.85    |
| 1996     | SEA      | 5     | 0     | 0     | 0     | 0        | 0     | 0     | 0        | --          | ----  | 40    | 9.0      | 11       | 6           | 3        | 0     | 0        | 9        | 0     | 0        | 9     | 9        | 9.00     | 1.56    |
| 1998     | ロッテ   | 5     | 0     | 0     | 0     | 0        | 0     | 1     | 0        | --          | .000  | 35    | 7.2      | 8        | 0           | 5        | 2     | 0        | 8        | 0     | 0        | 2     | 2        | 2.35     | 1.70    |
| MLB：2年 | MLB：2年 | 8     | 0     | 0     | 0     | 0        | 0     | 0     | 0        | --          | ----  | 61    | 13.1     | 18       | 7           | 4        | 0     | 0        | 12       | 0     | 0        | 12    | 12       | 8.10     | 1.65    |
| NPB：1年 | NPB：1年 | 5     | 0     | 0     | 0     | 0        | 0     | 1     | 0        | --          | .000  | 35    | 7.2      | 8        | 0           | 5        | 2     | 0        | 8        | 0     | 0        | 2     | 2        | 2.35     | 1.70    |

### 記録
NPB
- 初登板：1998年4月4日、対近鉄バファローズ1回戦（大阪ドーム）、9回裏2死に6番手で救援登板・完了、2/3回1失点で敗戦投手
- 初奪三振：同上、9回裏に誠から

### 背番号
- 35 （1995年 - 1996年）
- 22 （1998年）